# Martinete

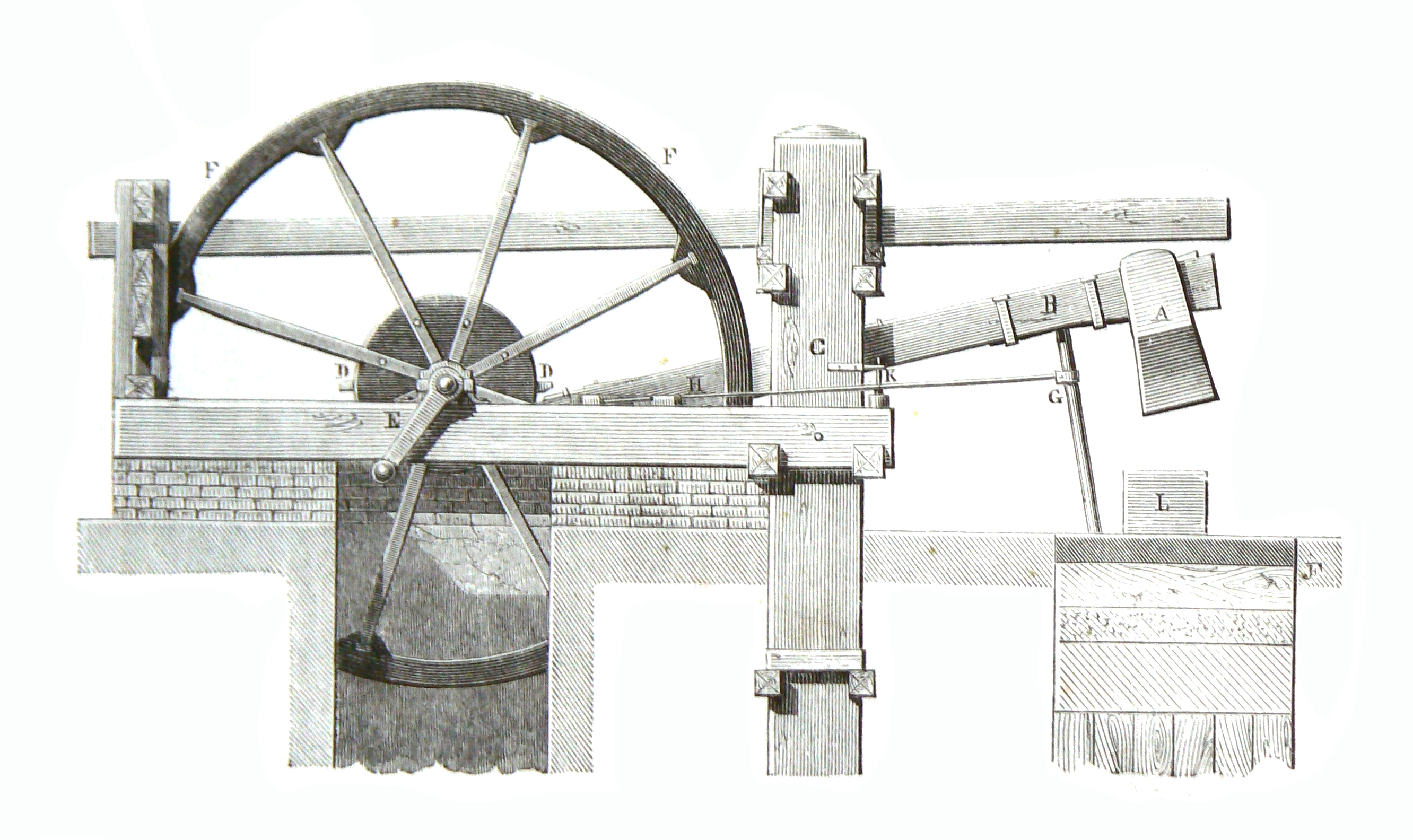
Ilustração de um martinete movido a roda d'água.

Martinete ou martelo-hidráulico é uma máquina hidráulica utilizada em forjas para golpear peças de metal a fim de deformá-las, substituindo o trabalho manual feito com um martelo de mão.
Essa máquina é conhecida desde a Idade Média na Europa, existindo em Liège ao menos desde o séc. XIV. No Brasil, está tecnologia passou a ser difundida em Minas Gerais a partir da chegada da família real portuguesa ao Brasil, quando Dom João VI deixou a indústria siderúrgica a cargo do Barão de Eschewege.
No início do século XIX, diante da necessidade de aprimorar a modelagem de peças de metal, o martinete foi substituído pelo martelo-pilão, máquina a vapor de golpe unicamente vertical.